# Lidia Ganeva
Lidia Ganeva, född den 2 februari 2006 i staden Plovdiv i Bulgarien, är en bulgarisk sångerska. Hon sjöng för sitt hemland i Junior Eurovision Song Contest 2016 i Valletta på Malta. Med låten "Valsjeben den" ('Magisk dag'), kom hon på nionde plats av 17 deltagande med 161 poäng.
Sedan 2018 bor Ganeva i Esbo i Finland.